# 植松龍二
植松 龍二 (うえまつ りゅうじ、1965年 <昭和40年> 1月 - ) は、日本の建設・国土交通技官。四国地方整備局河川部長、水管理・国土保全局下水道部長を歴任。

## 経歴・人物
東京都練馬区出身。1989年 (平成元年) 3月 早稲田大学大学院理工学研究科修了後、同年4月建設省入省。
2002年4月 国土交通省都市・地域整備局下水道部流域管理官付補佐、2003年4月 滋賀県琵琶湖環境部下水道計画課長、2004年10月 日本下水道事業団事業統括部計画課長、2006年7月 国交省水管理・国土保全局下水道部下水道事業課企画専門官、2008年4月 同課町村下水道対策官。2012年4月 日本下水道協会技術研究部長、2013年4月 国交省下水道部下水道企画課下水道事業調整官。
2016年4月 国交省土木研究所先端材料資源研究センター材料資源研究グループ上席研究員、2017年4月 同省四国地方整備局河川部長、2018年7月 同省下水道部下水道事業課長、2019年 (令和元年) 7月 前任の森岡泰裕に代わって同省水管理・国土保全局下水道部長。
2019年12月11日 ベトナム・ハノイで行われた『下水、排水及び汚水処理分野に関する技術協力に係る覚書』に基づく政府間会議に日本代表として参加。
2021年8月21日、カンボジア、インドネシア、フィリピン、ベトナムが参加するアジア汚水管理パートナーシップ第二回総会を主催。
2022年6月 松原誠を後任として退職。同年10月 日本下水道新技術機構参与。